# TV 2 Sport X
TV 2 Sport X er en dansk tv-kanal, der udelukkende viser sport. Kanalen startede 4. januar 2020 og ejes af TV 2.

## Logoer
- TV2 Sport X's første logo, som blev brugt fra 2020 indtil 2023.
- TV2 Sport X's anden og nuværende logo, der er brugt siden 2023.

| Fjernsyn | Spire Denne artikel om et tv-program er en spire som bør udbygges. Du er velkommen til at hjælpe Wikipedia ved at udvide den. |